# Joseph John Thomson
Sir Joseph John Thomson o J. J. Thomson OM FRS (Cheetham Hill, Manchester, 18 de desembre de 1856 - Cambridge, 30 d'agost de 1940) fou un professor universitari i físic anglès, guardonat amb el Premi Nobel de Física el 1906. Fou el descobridor de l'electró i formulà la teoria atòmica de Thomson.
El 1897, Thomson va demostrar que els raigs catòdics estaven composts per partícules carregades negativament desconegudes anteriorment (ara anomenades electrons), que va calcular que havien de tenir cossos molt més petits que els àtoms i una relació massa-càrrega massa gran També s'atribueix a Thomson trobar la primera evidència d'isòtops d'un element estable (no radioactiu) el 1913, com a part de la seva exploració sobre la composició de raig del canals (ions positius). Els seus experiments per determinar la naturalesa de les partícules carregades positivament, amb Francis William Aston, van ser el primer ús de l'espectrometria de masses i van conduir al desenvolupament de l'espectrògraf de masses.
Thomson va rebre el Premi Nobel de Física de 1906 pel seu treball sobre la conducció de l'electricitat en els gasos. Thomson també va ser professor, i set dels seus estudiants van guanyar premis Nobel: Ernest Rutherford (Química 1908), Lawrence Bragg (Física 1915), Charles Barkla (Física 1917), Francis Aston (Química 1922), Charles Thomson Rees Wilson (Física 1927), Owen Richardson (Física 1928) i Edward Victor Appleton (Física 1947). Només el registre de mentoria d'Arnold Sommerfeld ofereix una llista comparable d'estudiants d'alt rendiment.
A la Universitat de Cambridge va ensenyar matemàtiques i física, fou professor de física experimental del laboratori Cavendish, i rector del Trinity College entre 1918 i 1940. També fou president de la Royal Society entre 1915 i 1920, sent nomenat sir pel rei Jordi V del Regne Unit l'any 1918.

## Biografia
Va néixer el 18 de desembre de 1856 a la ciutat de Cheetham Hill al comtat del Lancashire. El seu pare, Joseph James Thomson, regentava una llibreria antiquari fundada pel besavi de Thomson. Tenia un germà, Frederick Vernon Thomson, que era dos anys més jove que ell.
JJ Thomson era un anglicà reservat però devot.

### Educació
La seva educació primerenca va ser en petites escoles privades on va demostrar un talent i un interès destacats per la ciència. El 1870, va ser admès a l'Owens College de Manchester (avui Universitat de Manchester) a l'edat inusualment jove de 14 anys i va passar sota la influència de Balfour Stewart, professor de física, que va iniciar Thomson en la investigació física. Thomson va començar a experimentar amb l'electrificació de contacte i aviat va publicar el seu primer article científic. Els seus pares planejaven inscriure'l com a aprenent d'enginyer a Sharp, Stewart & Co, un fabricant de locomotores, però aquests plans es van veure truncats quan el seu pare va morir el 1873.
El 1876 es va traslladar al Trinity College de Cambridge. El 1880, va obtenir la seva llicenciatura en matemàtiques (Segon Wrangler in the Tripos i 2n Smith's Prize). Va sol·licitar i es va convertir en membre del Trinity College el 1881. Va rebre el seu títol de màster en arts (amb el premi Adams) el 1883.

## Família
El 1890, Thomson es va casar amb Rose Elisabeth Paget a l'església de Santa Maria la Menor. Rose, que era filla de Sir George Edward Paget,  metge i després professor Regius de Física a Cambridge, estava interessada en la física. A partir de 1882, les dones podien anar a manifestacions i conferències a la Universitat de Cambridge. Rose va anar a manifestacions i conferències, entre altres la de Thomson, que van portar a la seva relació.
Van tenir dos fills: George Paget Thomson, que també va rebre un premi Nobel pel seu treball sobre les propietats ondulatòries de l'electró, i Joan Paget Thomson (després Charnock), que es va convertir en autora, escrivint llibres per a nens, no-ficció i biografies.

## Treballs científics

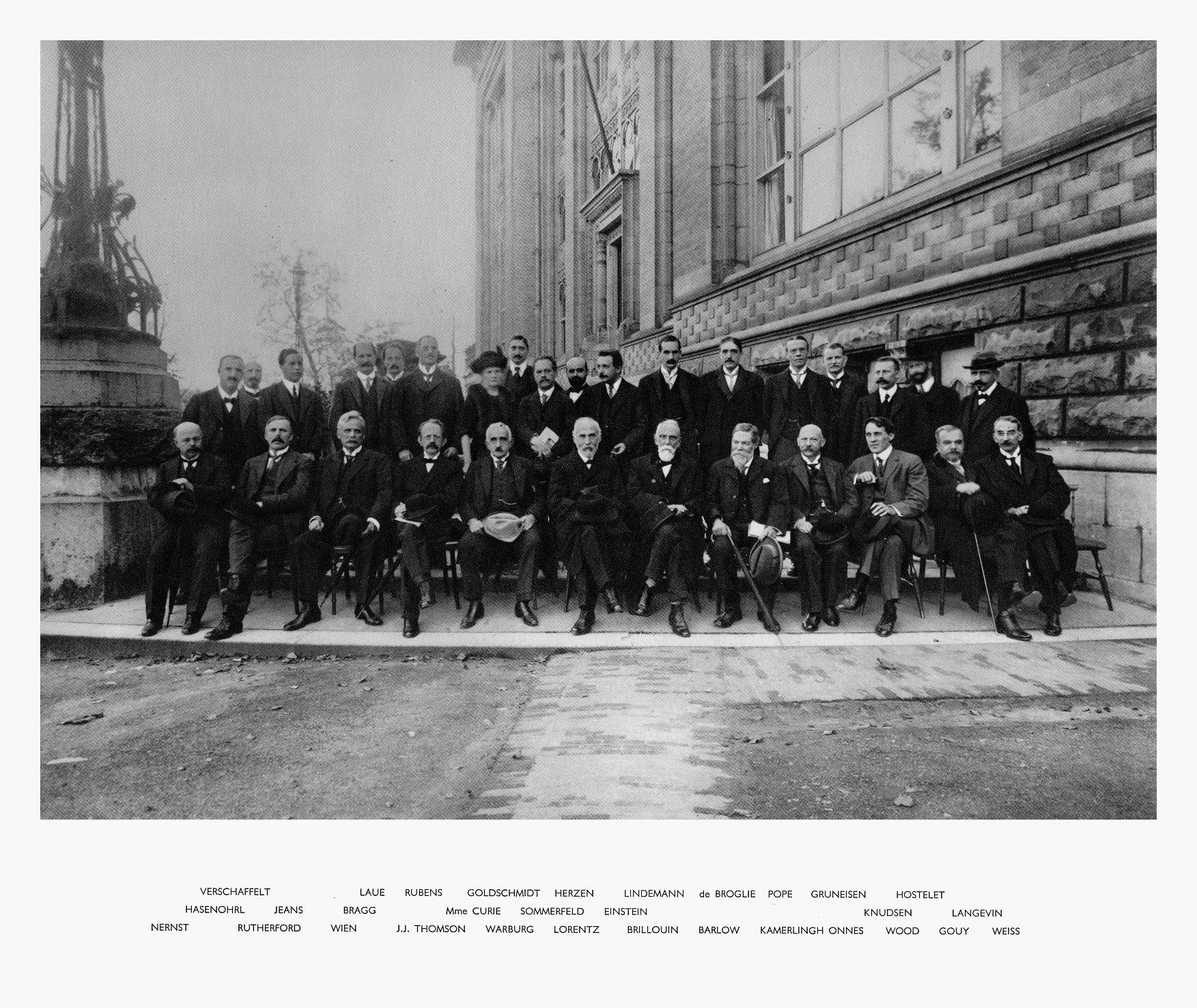
Segona Conferència Solvay (1913). Es pot observar Thomson el quart per l'esquerra de la fila inferior, situat entre Wilhelm Wien i Emil Warburg

Els primers treballs de Thomson estigueren relacionats amb el tub de raigs catòdics, investigant la seva càrrega mitjançant el magnetisme així com la seva massa. Els seus estudis sobre els raigs catòdics li va permetre descobrir diverses partícules subatòmiques com l'electró el 1897.

### Investigació sobre els raigs catòdics
A finals del segle xix Joseph John Thomson realitzà una sèrie d'estudis dels recentment descoberts raigs catòdics, la qual cosa el conduí al descobriment de l'electró i a algunes de les seves característiques. El seu treball el podem descriure basant-se en tres experiments:

#### Primer experiment
Thomson, en el seu primer experiment, va investigar si la càrrega elèctrica negativa podria ser separada dels raigs catòdics per mitjà del magnetisme. Thomson va construir un tub de raigs catòdics que acabava amb uns quants cilindres amb escletxes. Aquestes escletxes, al seu torn, estaven connectades a un electròmetre. Thomson va observar que si els raigs eren desviats magnèticament de manera que no poguessin entrar a l'escletxa, l'electròmetre registrava poca càrrega, i va concloure que la càrrega negativa era indispensable pels raigs.

#### Segon experiment
En el seu segon experiment, Thomson va investigar si els raigs podien ser desviats per un camp elèctric (comportament característic de partícules carregades). Prèviament, altres experimentadors havien fallat en observar-ho, però Thomson pensava que els seus experiments van fallar perquè els seus tubs contenien certa quantitat de gas. Thomson va construir un tub de raigs catòdics amb un buit pràcticament perfecte i va cobrir-ne una paret amb pintura fosforescent. Mitjançant aquest experiment, Thomson va trobar que aquests raigs realment es desviaven sota la influència d'un camp elèctric i va trobar el valor de e/m (relació entre la càrrega i la massa).

#### Tercer experiment

Tub de raigs catòdics

Al tercer experiment, Thomson va mesurar la proporció de càrrega elèctrica i massa dels raigs catòdics mesurant quants d'aquests eren desviats per un camp magnètic i quanta energia duien. Va trobar que la càrrega per congregar-se la proporció era més de mil vegades més alta que no el d'un protó, suggerint així que les partícules eren molt lleugeres.
Les conclusions de Thomson eren valentes: els raigs catòdics eren fets de partícules que ell mateix va anomenar "corpuscles", i aquests corpuscles venien des de dins dels àtoms elèctrodes mateixos, volent dir així que els àtoms eren de fet divisibles.
El seu experiment va ser conegut el 1897, i va causar una gran sensació en cercles científics, i li va ser concedit el premi Nobel de física el 1906 pel seu treball sobre la conducció de l'electricitat a través dels gasos.

### Altres treballs
El 1898 va elaborar un model atòmic en què explicava que els electrons eren com "prunes" negatives incrustades en un "púding" de matèria positiva, volent explicar així que segons la seva teoria l'àtom era neutre. El va imaginar compost de corpuscles amb càrrega negativa immersos en un mar de càrrega positiva. La impossibilitat d'explicar que l'àtom està format per un nucli compacte i una part exterior denominada escorça va fer que altres científics com Ernest Rutherford o Niels Bohr continuessin amb la seva investigació i establissin altres teories en les quals els àtoms tenien parts diferenciades. El model de Thomson seria refutat per Ernest Rutherford.

## Premis i honors

### Durant la seva vida

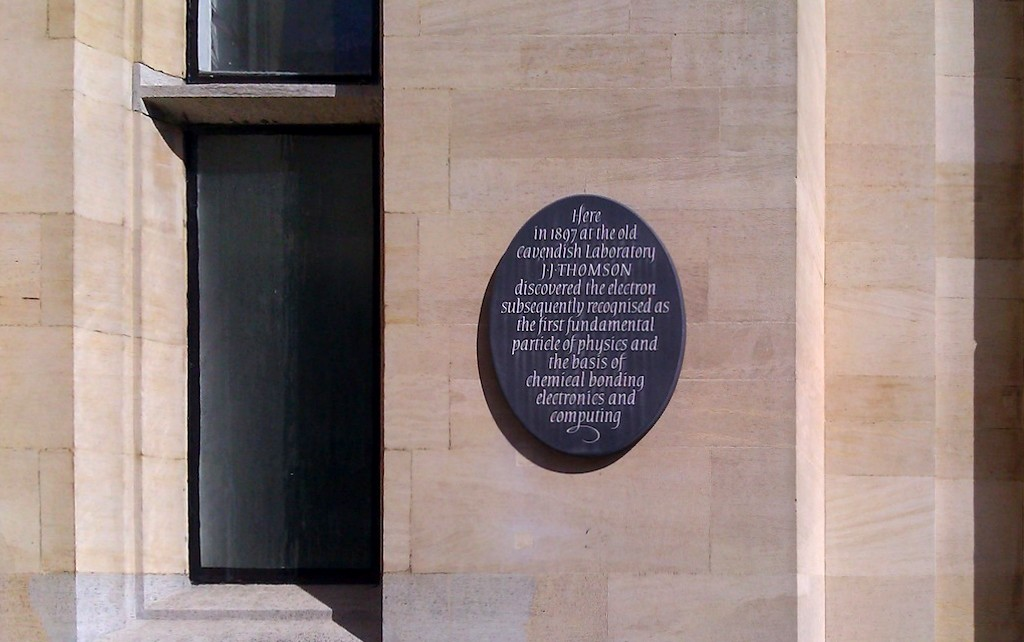
Placa que commemora el descobriment de l'electró de JJ Thomson fora de l'antic laboratori Cavendish de Cambridge

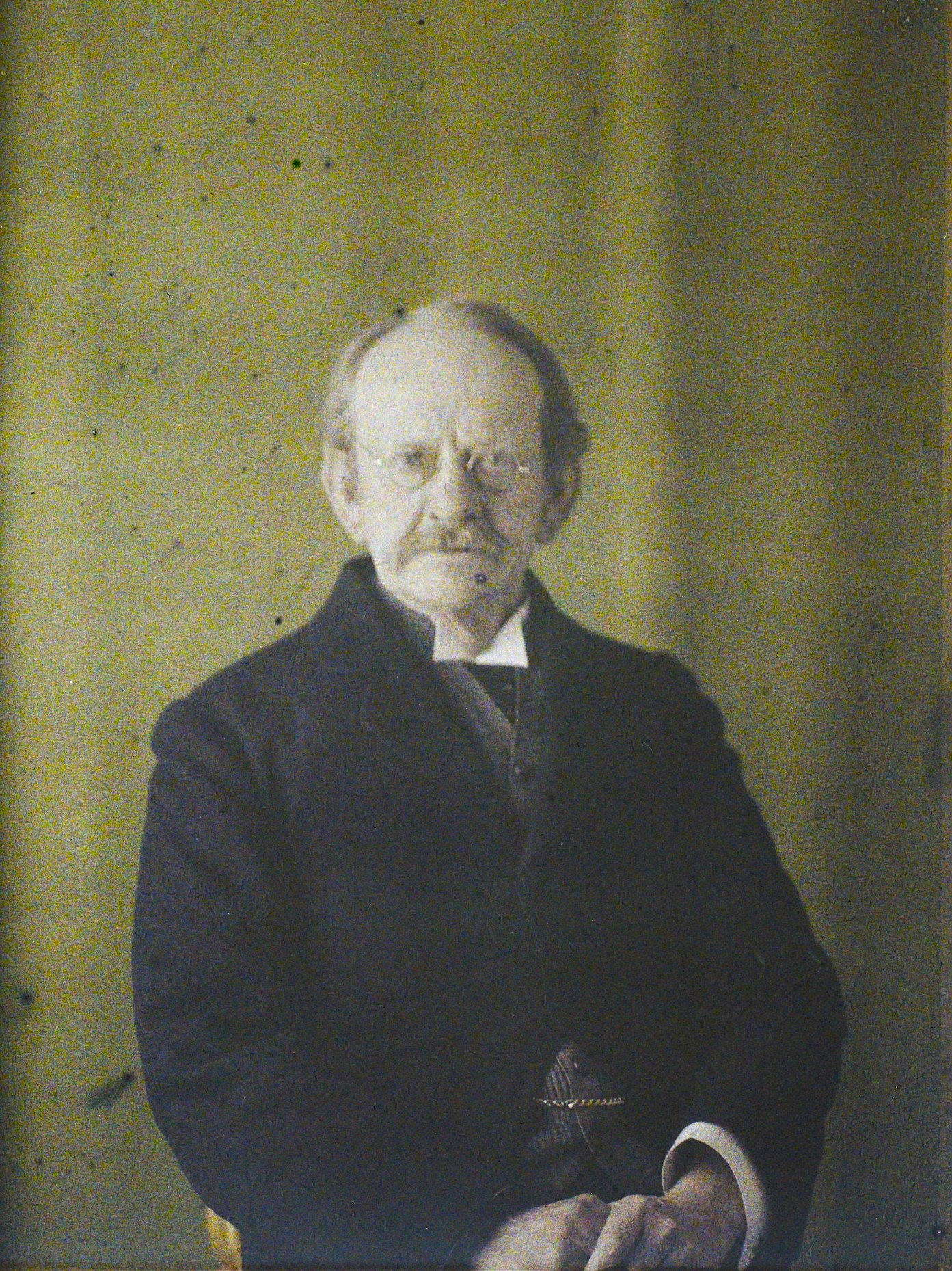
Retrat autocromat de Georges Chevalier, 1923

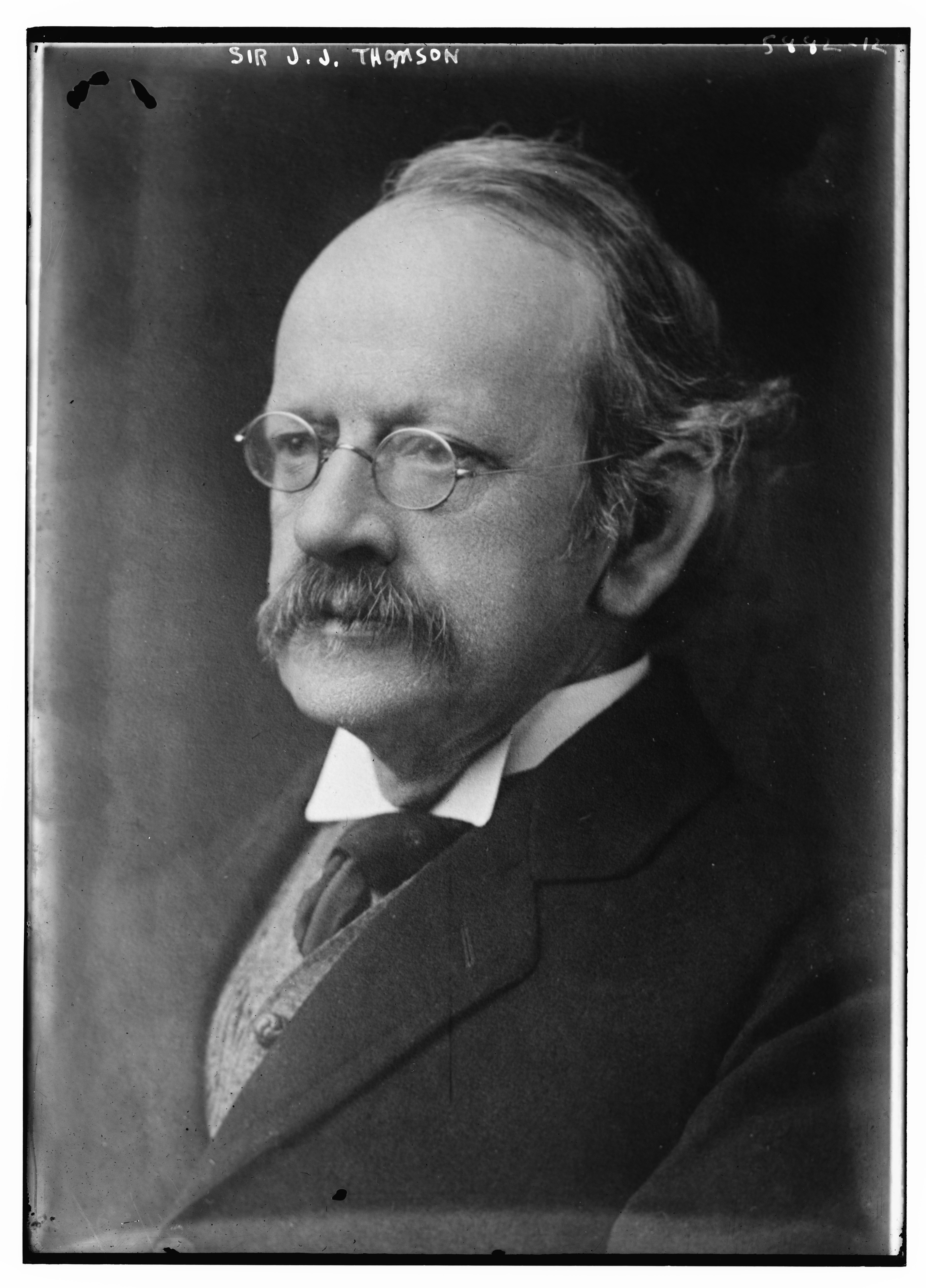
Thomson c. 1920–1925

Thomson va ser elegit membre de la Royal Society (FRS) i nomenat per a la Càtedra Cavendish de Física Experimental al Laboratori Cavendish de la Universitat de Cambridge el 1884. Thomson va guanyar nombrosos premis i honors durant la seva carrera, incloent:
- Premi Adams (1882)
- Medalla de la Royal Society (1894)
- Medalla Hughes (1902)
- Medalla Hodgkins (1902)
- Premi Nobel de Física (1906)
- Medalla Elliott Cresson (1910)
- Medalla Copley (1914)
- Medalla Franklin (1922)

Thomson va ser escollit membre de la Royal Society el 12 de juny de 1884 i va exercir com a president des de 1915 fins a 1920.
Thomson va ser elegit membre d'honor internacional de l'Acadèmia Americana de les Arts i les Ciències el 1902, i membre internacional de l'American Philosophical Society el 1903, i de l'Acadèmia Nacional de Ciències dels Estats Units el 1903.
El novembre de 1927, Thomson va obrir l'edifici Thomson, batejat en el seu honor, a la Leys School de Cambridge.

### Pòstum
El 1991, el thomson (símbol: Th) es va proposar com a unitat per mesurar la relació massa-càrrega en espectrometria de masses en el seu honor.
JJ Thomson Avenue, al West Cambridge de la Universitat de Cambridge, porta el nom de Thomson.
El premi Thomson Medal Award, patrocinat per la International Mass Spectrometry Foundation, porta el nom de Thomson.
La medalla i el premi de l'Institut de Física Joseph Thomson porta el nom de Thomson.